# Biserica „Sfântul Arhanghel Mihail” din Ciorești
Biserica „Sf. Arhanghel Mihail” este o biserică amplasată în Ciorești, raionul Nisporeni, Republica Moldova. Este un monument arhitectural de importanță națională inclus în Registrul monumentelor Republicii Moldova ocrotite de stat cu nr. 845 (raionul Nisporeni). Datează din 1868.